# HLA-B38

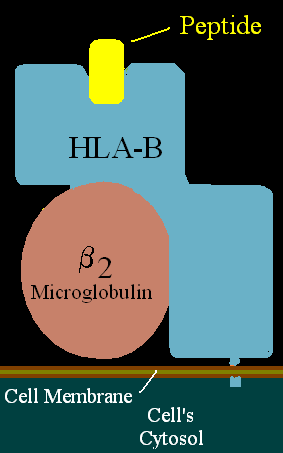

HLA-B38 هو نمط مصلي من مستضد الكريات البيضاء البشرية-ب.